# 道㲀
道㲀，字法幢，辽朝僧人，杜姓。
道㲀英悟聪辩，十五岁出家，参禅访道，离开都城，在山林中寻求大藏渊源。著有《显密圆通成佛心要集》一卷，另有《供佛利生仪》。探讨显教、密宗，卷首有宣政殿学士、金紫荣禄大夫、行给事中、知武定军节度使、上护军、颍川郡开国公、食邑三千户、同修国史陈觉所作之序，称道㲀为显密圆通法师。书末有弟子性嘉后序一篇。